# Rasa (esthétique)
Pour les articles homonymes, voir Rasa.
Le terme sanskrit rasa (littéralement "sève") est utilisé dans la tradition classique indienne pour désigner le sentiment propre à une œuvre littéraire, dramatique ou musicale. Cette théorie esthétique fut d’abord formulée dans le Nâtya-shâstra, un traité sur le théâtre, la danse et la musique. Seuls huit rasa y étaient mentionnés (les neuf mentionnés ci-dessous moins le shanta rasa). Ce terme décrit l’expérience de goût esthétique lors d’une représentation. Ces rasa, expérimentés par le spectateur, sont chacun liés à huit émotions (bhava) fondamentales, appelées sthāyibhāva, qui sont exprimées et développées par l'acteur : rati, “l’amour”; hasa, “le rire”; shoka, “le chagrin”; krodha, la “colère”; utsaha, “l’énergie”; bhaya, “la peur”; jugupsa, “le dégoût”; vismaya, “l’étonnement”. Combinés aux 33 sentiments transitoires (vyabhicaribhava), comme l’embarras ou la jalousie du sentiment amoureux, aux expressions corporelles (anubhava, les acteurs étaient même censés pouvoir rougir, avoir la chair de poule, etc. sur demande) et aux circonstances représentées sur scène (vibhava), ces émotions produisent le rasa.
Au Xe-XIe siècle, Abhinavagupta, adepte du Shivaïsme du Cachemire, écrivit un commentaire au Natya-shastra, dans lequel il décrit le rasa comme différent des émotions ordinaires, ‘hors de ce monde’, ‘transcendant’ (alaukika). Il se produit un processus d’universalisation (sadharanikarana) dans lequel le spectateur doué d’empathie (sahridaya) s’identifie au caractère présenté sur scène. Abhinavagupta met ce processus en parallèle avec celui de l’identification à l’absolu, le brahman et la félicité (ananda) ressenti alors, sans toutefois confondre les deux, le rasa n’étant que temporaire, mais aidant toutefois à la réalisation du second. Cette idée fut reprise par le roi philosophe Bhoja au XIe siècle et devint le fondement du vishnouisme de dévotion (la bhakti), pour devenir avec les Gosvamins (disciples de Chaitanya Mahaprabhu, adeptes du vishnouisme gaudiya) un moyen d’atteindre la libération, le moksha.
Le neuvième rasa : shanta, consolidant les rapports entre esthétique et théologie fut d’abord élaboré dans les milieux bouddhistes et jaïnes, mais fut pleinement traité par Abhinavagupta dans son commentaire du Natya-shastra, l’Abhinavabharati.
En musique, il désigne plus précisément le caractère donné d'un râga, tel que l'exécutant essaiera de le rendre dans son interprétation. Le rasa est en cela assez proche de l'ἦθος (ethos) de la musique grecque antique.

## Les neuf rasa
Les neuf rasa (sanskrit : nava-rasa, hindi : navras) sont :
- Shringara (IAST : śṛṅgāra) est un sentiment de nostalgie pour l’amant absent, à la fois sentimental et érotique, comme le πόθος (pothos) grec. Il englobe à la fois l’aspect physique et spirituel de l’amour et on le désigne parfois sous le terme de adi-rasa ("rasa originel") car il est supposé représenter la force créatrice universelle.
- Hasya (IAST: hāsya) est un sentiment presque burlesque, incitant au rire. Il s’exprime musicalement à travers des dessins rythmiques syncopés ou un dialogue mélodique et rythmique entre les musiciens (jawab-sawal).
- Karuna (IAST: karuṇa) est pathétique, triste et plein de larmes, et exprime une extrême solitude et une vive nostalgie.
- Raudra exprime la fureur ou la colère explosive. Ce rasa s’utilise souvent en art dramatique, mais en musique il peut personnifier la fureur de la nature. Musicalement, il se traduit par une série d’ornements rapides et "tremblants", qui produisent un effet vibratoire menaçant dans les notes graves.
- Vîra exprime le sentiment d’héroïsme, de bravoure, de majesté, la gloire, la grandeur et une sorte d’excitation noble, une certaine fierté. Exagéré, il verse dans raudra.
- Bhayanaka (IAST: bhayānaka) est au-delà de raudra.Il vise à provoquer l'effroi, la terreur. Il s'exprime difficilement avec un seul instrument, à moins qu’un texte vocal n’éclaire sa signification exacte.
- Bibhatsa (IAST bībhatsā) – rempli de dégoût ou le suscitant – est également difficile à exprimer par la musique. Comme le précédent, il s’utilise davantage en art dramatique.
- Adbhuta traduit la surprise et l’étonnement, la gaieté et même une légère peur, comme lorsque l’on vit une expérience nouvelle, étrange. On peut l’exprimer par une rapidité extrême ou des trouvailles techniques.
- Shanta (IAST: śānta) exprime la paix, la tranquillité et la sérénité.

Certains mentionnent un dixième rasa, bhakti, imprégné de dévotion et de spiritualité et d’un sentiment presque religieux mais Ravi Shankar le considère comme  une combinaison de shanta, karuna et abdhuta.